# Chūnibyō demo Koi ga Shitai!
Chūnibyō demo Koi ga shitai! (中二病でも恋がしたい! Dù Trung Nhị Bệnh nhưng vẫn muốn yêu!) là một series light novel do Torako sáng tác và Osaka Nozomi minh họa. Tác phẩm đoạt giải danh dự trong Giải thưởng Kyoto Animation năm 2010,. Một phiên bản chuyển thể anime của Kyoto Animation được phát sóng vào ngày 4 tháng 10 năm 2012.

## Nội dung (anime)

### Phần 1

#### Khai giảng
Togashi Yūta, cậu bé từng mắc hội chứng "Trung Nhị Bệnh" (中二病 Chūnibyō, cũng gọi là "Hoang tưởng tuổi trẻ") trong những năm học sơ trung, tin rằng mình sở hữu năng lực siêu nhiên và tự phong bản thân là "Dark Flame Master". Kết quả cậu bị bạn bè xa lánh. Kết thúc quãng thời gian đầy xấu hổ này, Yūta bước vào cao trung xa nhà, nơi không có ai quen cậu, và nhờ đó dần quên đi những ám ảnh về quá khứ xấu hổ. Tuy nhiên, mọi việc lại trở nên khó khăn khi Takanashi Rikka - cô bạn gái cùng lớp cũng mắc Trung Nhị Bệnh, biết được quá khứ của Yūta và muốn làm bạn với cậu. Với Yūta, Rikka là mối hiểm họa đối với cuộc sống hiện tại của cậu. Yūta có thể bị lộ quá khứ bị hội chứng và cậu bắt cô không được tiết lộ với bất kì ai.
Ngày đầu khai giảng, cậu phải đưa Rikka về nhà khi biết nhà của cô nằm trong khu phố mà cậu đang ở. Nhưng không ngờ, nhà Rikka là căn hộ của chị hàng xóm nằm trên căn hộ gia đình cậu ở. Cậu bị kéo vào vấn đề chị em giữa hai chị em Rikka và Toka. Chị Toka đã kì vọng Yūta sẽ thay đổi được em của mình và làm hội chứng thuyên giảm. Cô cũng biết được bí mật của Yūta hồi cấp 2 và bất đắc dĩ, Yūta phải đồng ý yêu cầu của Toka.
Ở trường, Yūta giống bao đứa con trai trong lớp, yêu quý Nibutani. Trong khi đó, Rikka và Kumin đã tạo ra CLB và Dekomori gia nhập. Yūta bất đắc dĩ trở thành hội phó của hội và Nibutani bất ngờ gia nhập. Tưởng chừng cô ấy thích mình, Yūta chợt nhận ra Nibutani muốn tìm Dekomori và xóa sổ mọi bằng chứng và tung tích về "Mori Summer". Giống Yūta, cô luôn bị ám ảnh về quá khứ ảo tưởng của mình và luôn cố gắng thay đổi bản thân. Nibutani trở thành thành viên chính thức của CLB và thường là người quản lý hoạt động của hội.

#### Quá khứ của Rikka
Trong kỳ nghỉ hè, chị Toka muốn hội bạn của Yūta cùng về quê mình với hai chị em. Cả nhóm đến nhà ông bà của hai chị em và Yūta dần khám phá được nhiều bí mật về quá khứ Rikka. Hai chị em Takanashi  từng sống trong gia đình hạnh phúc. Cha của Rikka mắc bệnh hiểm nghèo mà mẹ Rikka giấu Rikka vì nghĩ cô còn quá nhỏ. Đến khi cha qua đời, Rikka chưa chuẩn bị tâm lý nên sốc nặng và luôn muốn tìm "chân trời hư vô" để tìm cha mình. Từ đó cô mắc hội chứng Trung Nhị Bệnh, hai chị em ở nhà ông bà nội suốt 2 năm và mẹ cô phải công tác ở Hokkaido. Đối với gia đình, việc Rikka mắc hội chứng nặng là một phiền phức và là nỗi lo lắng của Toka cho tương lai của em mình. Sau hai năm, chị Toka đưa em mình tới chỗ cô và gặp được Yūta- người có thể giúp hội chứng của Rikka thuyên giảm.
Biết được sự thật, Yūta ngày càng thấu hiểu hơn về Rikka. Cậu giúp Rikka trốn khỏi nhà vào ban đêm và đi tìm "ngôi nhà trước kia". Nhưng ngôi nhà ấy đã bị bán và chị em đụng độ với nhau, Toka luôn đau lòng vì Rikka không chấp nhận sự thật. Sau đó, Rikka trốn đi bắt chuyến xe trở về nhà và Yūta đã đuổi theo kịp. Cả hai đã cùng nhau mua đồ ăn tối ở cửa hàng tiện lợi, bày tỏ nỗi niềm và Yūta tin rằng "Chân trời hư vô" của Rikka có thật. Đêm đó, Rikka ngủ ở nhà Yūta (vì Rikka quên đem theo chìa khóa về) và cô cảm thấy sự kì lạ trong cô. Mỗi khi nhìn Yūta, tim cô lại đập nhanh và Rikka không nhận ra mình đang yêu.

#### Rikka và Yūta
Sau đêm đó, mỗi ngày đến trường, Rikka ít nói chuyện với Yūta và thường hay lẩn trốn sau lưng Dekomori khi gặp cậu. Thậm chí khi ăn trưa trong lớp, Yūta ăn cà chua giùm Rikka thì cô xấu hổ, mang đồ ăn của mình ra ngoài trời ăn. Nibutani thấy những biểu hiện đó thì biết Rikka đang yêu nhưng hội chứng đã khiến Rikka lẫn lộn thực ảo. Nibutani gặp riêng Rikka gần khu tập thể, cô biết Rikka yêu Yūta. Rikka phản ứng gay gắt và xấu hổ, tự vệ vì nghĩ Nibutani đọc được suy nghĩ của mình. Nibutani quyết định trở thành người mai mối cho cả hai.
Lễ hội trường đang chuẩn bị bắt đầu và Nibutani quản lí CLB làm các hoạt động như đốt lửa trại và diễn kịch. Nhân lúc chuẩn bị cho lễ hội, Nibutani chỉ cho Rikka các mánh khóe để tỏ tình và giao việc cho Rikka làm cùng Yūta. Tuy nhiên, Rikka thường vụng về và nhiều lúc làm đổ bể kế hoạch khi dán Poster hay xếp lửa trại cùng Yūta. Kế sách cuối cùng của Nibutani sắp xếp cầu treo và chỉ dẫn 2 người họ lên trên nóc sân thượng nơi lớp mái và cũng là lúc Rikka chuẩn bị thổ lộ tình cảm của mình.
Yūta và Rikka ngắm nhìn hoàng hôn, Yūta tâm sự rằng cậu tin "Chân trời hư vô" và cậu sẽ cùng cô đi tìm nó. Nghe vậy, Rikka vui mừng tới chỗ ngồi của Yūta thì trượt chân và bám vào lớp mái nhưng không với tới tay Yūta. Tình hình nguy cấp, mọi người đều hoảng hốt, Nibutani gợi ý Yūta xuống ban công tầng dưới đỡ Rikka. Yūta liền chạy xuống ban công và đỡ cô ấy, lúc này Rikka vô cùng sợ và run rẩy. Rikka ôm chặt Yūta và cậu cũng ôm cô một hồi lâu, Nibutani và Kumin đã an tâm và mừng cho cặp đôi đã tiến thêm một bước.
Chiều hôm ấy, Yūta nhận ra cậu cũng thích Rikka và hiểu rõ tâm hồn cô mỏng manh thế nào. Cậu cùng về với Rikka như bao ngày, Rikka cầm ô che cho cả hai người trước cơn mưa tầm tã. Chợt khi đi qua cầu, gió thổi to khiến chiếc ô bay xuống dưới chân cầu và cả hai cùng chạy xuống bờ sông nhặt. Ở dưới chân cầu, họ thấy cảnh mặt hồ phản chiếu ánh sáng thành phố ban đêm đẹp như "Chân trời hư vô" cả hai cùng hướng tới. Đó là giây phút lãng mạn, Rikka lấy ô che khuất gương mặt xấu hổ và thổ lộ tình cảm với Yūta. Cậu bất ngờ và thấy vui vì người mình thích lại thích mình, nhưng Yūta muốn mình là người tỏ tình trước. Yūta quay lưng lại để Rikka không thấy mình, đóng giả làm "Dark Flame Master" và lập giao ước "Tình nhân" cùng cô. Không như cặp đôi bình thường, cô dựa lưng Yūta vì quá xấu hổ và cả hai ngoắc ngón tay út thay cho nắm tay. Lần đầu tiên, Rikka biết tình yêu là gì.
Cả hai đã trở về nhà cùng nhau và Yūta vào phòng của mình. Chợt cậu giật mình khi thấy chị Toka đang chơi "trò chơi gia đình" với em gái cậu trong phòng. Toka thảo luận về vấn đề của Rikka hiện tại. Cô biết quan hệ tình cảm giữa hai đứa đã phát triển và hy vọng Yūta có thể làm hội chứng của Rikka thuyên giảm. Toka sắp phải sang Ý làm việc và mong Rikka có thể sống cùng mẹ tại căn hộ của cô.

#### Sự thật
Lễ hội trường đã bắt đầu và Nibutani quản lý CLB làm việc quy củ, Yūta và Rikka sẽ đóng kịch "Dark Flame Master vs Tà Vương Chân Nhãn". Trước buổi diễn, khi thay phục trang, mẹ Rikka đến đưa đồ ăn trưa nhưng nhờ Yūta mang giùm khi không thấy Rikka. Bà muốn gần gũi với con gái nhưng Rikka luôn muốn tách biệt khỏi gia đình. Yūta cảm thấy mình có trách nhiệm phải thay đổi Rikka. Giờ nghỉ trưa, cậu đưa đồ ăn trưa cho cô và yêu cầu cô tháo bịt mắt mình. Điều đó đồng nghĩa với việc Yūta muốn Rikka chấp nhận sự thật và trở thành người bình thường. Rikka phản ứng gay gắt, cô trốn chạy và suy nghĩ kĩ về lựa chọn mình sẽ đưa ra.
Vào buổi tối lễ hội, trường bắt đầu đốt lửa trại và làm một chương trình văn nghệ dành cho các thành viên tham gia. Yūta luôn băn khoăn liệu Rikka có chấp nhận sự thật. Bất chợt, cậu thấy Rikka đang hát trên sân khấu. Chị Toka đến bên Yūta, nói rằng đó là bài hát mà ba cô hay hát ru cho Rikka ngày trước. Đó là thời điểm Rikka chấp nhận ba cô đã qua đời và trở thành cô gái bình thường.

#### Tảo mộ
Kể từ sau lễ hội, 3 tuần trôi qua, Rikka đã trở lại "bình thường" và không còn ảo tưởng như trước. Cô xưng hô kính ngữ với chị Toka, gần gũi với mẹ và phụ giúp việc nhà. Mọi việc đều đi vào trật tự, chị Toka phải đi sang Ý để tiếp quản nhà hàng. Ngày chị đi, hai chị em ôm nhau khóc, Toka cũng ôm Yūta và cảm ơn cậu vì mọi chuyện. Cô đã yên tâm giao Rikka cho mẹ và lên đường ra sân bay.
Dù đã hết hội chứng nhưng Rikka trầm tư và ít nói hơn xưa. Tuy nhiên, Yūta nghĩ Rikka thay đổi trong 3 tuần là quá nhanh. Cậu lo cô chỉ gắng gượng để làm vừa lòng gia đình và người thân. Dekomori không chấp nhận việc "Master" (tức là Rikka) đã thay đổi và muốn cô trở lại như trước kia. Dekomori nhiều lần đụng độ và muốn khơi gợi lại ký ức của Rikka nhưng không có tác dụng. "Master" không còn như trước khiến cô sốc nặng và khóc nức nở, cô quyết tâm phải khiến Rikka trở lại ban đầu. Nibutani đã kéo cô ra, ôm cô vào lòng và giải thích cho cô nàng bướng bỉnh. Yūta dẫn Rikka về nhà nhưng luôn băn khoăn việc cô trở lại bình thường là điều nên làm không.
Trước khi học kỳ 2 bắt đầu, mẹ Rikka muốn cô cùng về quê tảo mộ cho ba. Rikka đồng ý đi và cô dọn đồ đạc chuẩn bị về nhà ông bà. Yūta thấy thế, lo lắng cô có trở lại trường để chuẩn bị cho học kỳ mới không. Rikka ngoắc ngoéo tay với cậu, hứa sẽ quay lại. Ngày tiễn cô bắt chuyến tàu về quê, cậu chỉ nhìn theo Rikka khi cô trên toa xe lửa. Cậu phân vân đây có phải điều mình muốn khi thấy Rikka trở nên trầm tư hơn trước.
Sau khi Rikka vừa đi, Dekomori vừa đến ga với quyết tâm ngăn cô và cố gắng khôi phục ký ức. Tuy nhiên, cô đã dến quá trễ và chỉ còn Yūta đứng đó. Dekomori giận dữ Yūta vì sao cậu để Rikka đi, thay đổi Rikka bình thường. Yūta nói Dekomori rằng đó là điều tốt nhất cho Rikka và "Chân trời hư vô" không hề tồn tại, ba của cô ấy đã qua đời và đó là sự thật Rikka nên chấp nhận. Dekomori biết điều đó và cô luôn cố gắng muốn cùng Master tìm "Chân trời hư vô" vì đó là ước mơ của Rikka. Cô vừa chạy khỏi nhà ga, vừa khóc òa.
Trong khi đó, Yūta đứng sững sờ và băn khoăn đó không phải điều cậu muốn nói. Cậu không muốn Rikka đi, muốn con người Rikka năng động và ngây thơ lúc trước. Yūta không muốn làm tổn thương Dekomori và dập tắt ước mơ đi tìm "Chân trời hư vô". Hội chứng của Rikka chính là thứ đưa đẩy hai người gần nhau hơn và hiểu nhau hơn.

#### Hối hận
Học kỳ 2 bắt đầu, qua một tuần, Rikka vẫn chưa quay lại và đi học. Yūta giấu mọi người nỗi lo và nghĩ Rikka sẽ quay về trường sớm. Trong khi đó, nhiều việc kỳ lạ trong nhóm xảy ra.
Dekomori đột nhiên không còn ảo tưởng, trở thành nữ sinh xinh đẹp và học giỏi nhất trường đến mức Yūta và Nibutani không nhận ra. Chị Kumin, người không hề bị hội chứng, đột nhiên ảo tưởng và trở thành "Tà vương chân nhãn" đời 2. Kumin làm những hành động kỳ lạ như Rikka ngày trước, luôn nói tâm hồn của "Tà vương chân nhãn" nhập vào cô và có điều muốn nói với Yūta. Cô nói rằng Rikka sẽ không trở lại và Yūta phải đưa cô quay về trở thành Rikka ngày trước.
Dù Yūta nghĩ những lời chị Kumin là nói đùa nhưng thực ra, cậu cũng lo cô ấy sẽ không trở lại. Chưa ai trở về nhà Rikka và không có dấu hiệu dọn dẹp ở nhà cô. Một hôm, cậu phát hiện thấy "dịch vụ chuyển nhà" chuyển đồ đạc của Rikka ra khỏi căn hộ. Yūta sốc và quýêt định gọi điện thoại cho cô. Nhưng Rikka không hề nhắn lại và liên lạc với cậu.
Sau khi tảo mộ ba, Rikka quyết định ở lại nhà ông bà do mẹ cô phải công tác ở Hokkaido. Cô quyết định cắt liên lạc với Yūta và bạn bè ở trường. Lúc còn nhỏ, Rikka biết ba đã qua đời nhưng cô luôn muốn nói chuyện lần cuối với ông ấy. Vì vậy, dưới vỏ bọc "Tà vương chân nhãn", cô cảm thấy mình mạnh mẽ hơn và đi tìm linh hồn ba cô tại "Chân trời hư vô". Nay, Rikka không còn bị hội chứng nên ước mơ của cô cũng đã tắt và cô không còn hứng thú với đời thực.

#### Chân trời hư vô
Trong đêm tối, Yūta quyết định đạp xe một mạch đến nhà ông bà của Rikka. Dekomori và Nibutani biết chuyện cũng lén đuổi theo cậu. Yūta hối hận vì luôn tự dối bản thân và cố gắng thay đổi cô.
Trên đường ven biển, cậu bị Kumin chặn xe và tự xưng là "Tà vương chân nhãn đời 2". Kumin đã nói cho cậu biết lý do Rikka bị hội chứng. Đối với Rikka, hội chứng là lớp vỏ an toàn giúp Rikka luôn tự tin và quên đi quá khứ, là sự nối kết của cô với mọi người. Yūta không muốn thay đổi cô quá nhanh và không muốn rời xa cô. Cậu luôn muốn cùng cô tìm ra "Chân trời hư vô" và giúp cô nói lời từ biệt với ba của mình.
Mặc dù đã chấp nhận sự thật và quyết định cắt liên lạc với mọi người, Rikka cảm thấy lạc lõng và cô độc. Cô khóc một mình trong phòng và nhớ đến bạn bè, đặc biệt là Yūta cũng như muốn được thực hiện giấc mơ của mình. Bỗng nhiên, có tiếng gọi của Yūta phía sau cửa sổ.
Yūta đứng trên mái nhà ông bà Rikka, thở mệt nhọc vì đã đạp xe đoạn đường dài không nghỉ. Cậu nói với Rikka hãy quên đi tất cả và cùng cậu thoát khỏi hiện thực buồn chán để đi tìm "Chân trời hư vô". Vì cậu biết rõ, hội chứng chính là thứ giúp Rikka có sức sống hơn và là chính bản thân cô ấy. Nghe tiếng động lạ, ông Rikka phát hiện ra cậu và báo cảnh sát vì nhầm là tên trộm. Yūta vội vàng hỏi Rikka có muốn đi cùng cậu không. Rikka ôm lấy cậu, khóc nức nở và cùng Yūta đi trốn.
Dekomori và Nibutani ngăn ông nội Rikka, còn Isshiki thì đánh lạc hướng cảnh sát. Yūta chở Rikka trên xe đạp đi trên đường bờ biển. Vào ban đêm, những ngôi sao lấp lánh trên bầu trời, cả hai cùng nhìn về phía tận cùng biển cả. Hai người nhìn thấy cảnh tượng ấy, ngỡ như "Chân trời hư vô", Yūta bảo Rikka hãy nói những điều cô muốn nói. Rikka nhìn về phía chân trời, cô nói lời từ biệt cuối cùng với người cha yêu quý và ôm Yūta khóc những giọt nước mắt hạnh phúc. Sau đó, cả hai lại sánh bước bên nhau hướng tới tương lai phía trước và Rikka đã hoàn thành ước mơ của mình.

### Phần 2

#### Năm học mới
Yūta lên lớp 11, cậu phải ở căn hộ tự lập một mình vì gia đình cậu đã chuyển đến sinh sống ở Jarkata. Nhưng Rikka - giờ là bạn gái cậu, cũng sống chung với Yūta. Do một sai lầm khi chuyển đồ đạc mà căn hộ của Rikka bị bán cho người khác, cô phải đi tìm nơi ở mới. Trong thời gian tìm kiếm, Yūta giấu chị Toka cho Rikka ở chung căn hộ với cậu. Cậu cũng nhờ hội bạn mình giấu chuyện này trước bạn bè và thầy cô trong trường. Mỗi ngày, Yūta phải làm bảo mẫu cho cô nàng phiền phức và cả hai chia việc nhà cho nhau làm.
Ngày khai giảng năm học mới, Dekomori chính thức vào học lớp 10, Nibutani luôn cố gắng thay đổi bản thân trong mắt mọi người là một cô gái duyên dáng và thông minh. Cả hai người mỗi lần đụng độ là Dekomori lại gây rắc rối cho Nibutani. Mọi người trong CLB đều tụ họp đông đủ và gặp nhau sau một tháng nghỉ hè vui vẻ.
Trên đường về, cả bọn bỗng nhiên gặp chị Toka ở công viên. Cả hội đều biết việc cặp đôi sống chung với nhau nên vô cùng lo sợ. Chị Toka luôn thắc mắc Rikka đang ở đâu và vì sao mọi người lại giấu chị. Nhân dịp nghỉ lễ, Toka từ Ý trở về Nhật Bản và biết được sự thật Rikka đang ở chung với Yūta. Mọi việc bị bại lộ, cả hội quyết định chống lại cô thì bị cô dạy cho một bài học.
Tối hôm ấy, ở nhà Yūta, chị Toka nói chuyện với mọi người. Cô không cấm việc Rikka ở chung với Yūta vì cô cũng lo em gái mình sẽ thế nào khi ở một mình. Nhưng cô bắt Yūta cam kết cả hai phải ở với nhau bình thường, nếu không cô sẽ dẫn Rikka theo mình sang Ý. Cùng lúc đó, Kuzuha (em gái lớn của Yūta) cũng về lại căn hộ để hoàn thành năm học cuối cấp 2. Có em gái cậu xuất hiện, hội bạn và Toka yên tâm cho Rikka và Yūta ở chung cho đến khi tìm được nơi ở mới.

#### Giao ước
Nibutani và Dekomori luôn tò mò cuộc sống hằng ngày của cặp đôi như thế nào. Cả hai rủ chị Kumin cùng theo dõi Rikka và Yūta khi họ về nhà sau khi tan trường.
Buổi chiều, Yūta lấy quần áo phơi ở ngoài ban công. Kuzuha xin lỗi cậu vì quên nhưng cậu nói đây vốn là việc nhà của Rikka. Lần trước, Rikka đảm nhận trọng trách nấu ăn và cô đã làm một nồi lẩu kinh dị, Kuzuha phải đảm đương việc nấu nướng và Yūta giao cho cô việc khác. Nghĩ Rikka lại trốn việc, cậu tìm Rikka ở phòng ngủ của cô. Cậu vào phòng Rikka thì thấy cô đang cầm kính hồng ngoại và diễn trò. Yūta thích thú mượn nó và tưởng tượng mình là biệt đội săn ma, Rikka hưởng ứng và thấy cậu rất ngầu. Yūta gõ đầu Rikka vì tội trốn việc, thắc mắc sao cô có thể mua được cặp kính đó. Chợt Yūta nhớ chị Toka có trợ cấp tiền mỗi tháng cho cô, Rikka hoảng loạn đem giấu sổ tiết kiệm của mình ngay lúc đó. Yūta phát hiện, giành lấy cuốn sổ và thấy cô đã tiêu phần lớn số tiền để mua cặp kính đó. Cậu tức giận, đánh đòn Rikka vì tội dùng tiền phung phí.
Nibutani, Dekomori và Kumin quan sát họ từ bên ngoài chung cư và thất vọng. Ở nhà, Yūta giống "người cha" quản lý Rikka hơn là cặp tình nhân. Nibutani thấy không ổn vì cả hai người đã yêu nhau hơn một năm mà chưa có bước tiến. Cô quyết định sẽ giảng giải cho Yūta về tình yêu tại trường học. Mặc dù cả hai yêu nhau từ lễ hội trường năm ngoái nhưng Yūta chưa từng nắm tay Rikka, thậm chí còn bỏ lỡ ngày Valentine và Giáng sinh để đi chơi với cô ấy. Nibutani tức giận và quyết định mời quân sư tình yêu giúp Yūta chủ động hơn. "Quân sư" nói cậu rằng con gái thường chờ con trai chủ động trong tình cảm. Họ đã giúp Yūta gửi tin nhắn "đi hẹn hò ở thủy cung vào chủ nhật" tới Rikka. Bất ngờ Rikka đồng ý và cặp đôi đi chơi vào chủ nhật.
Chủ nhật, Yūta đạp xe chở Rikka tới thủy cung như đã hẹn. Hai người đi vòng quanh nơi đó, Rikka thích thú vì là lần đầu cô đến đây. Yūta chợt nhớ những điều Nibutani nói, cậu chủ động hỏi Rikka nắm tay không. Rikka chầm chậm bước tới nắm tay Yūta, cả hai nhìn nhau và xấu hổ nhưng hạnh phúc. Họ cùng tới hồ cá heo và Rikka được mời để huấn luyện cá heo- điều cô muốn thử một lần trong đời. Suốt buổi hẹn, cặp đôi đã có những kỉ niệm vui vẻ bên nhau khi đi quanh thủy cung và cả hai đi về khi chiều tối.
Trên đường về, hoàng hôn buông xuống, cặp đôi dừng chân nghỉ ở công viên trên đồi. Họ ngồi bên nhau nhìn những cối xay gió đang quay đều. Rikka tâm sự với Yūta liệu "giao ước" giữa hai người sẽ tiếp tục bao lâu. Với cô, tình yêu không đơn giản là sự âu yếm yêu thương giữa cặp tình nhân bình thường, mà là những điều giản dị thường ngày bên nhau. Mỗi ngày đi học cùng nhau, ăn tối cùng nhau, nói chuyện với nhau là niềm hạnh phúc của Rikka khi ở bên cậu. Yūta hiểu tình cảm của cô dành cho cậu, cậu nói với cô "giao ước" giữa hai người sẽ tự thay đổi và phát triển khi cả hai sẵn sàng. Rikka cảm động ôm Yūta và nắm tay cậu thật chặt. Cả hai nhất trí với nhau và cảm thấy sự thay đổi dù rất chậm nhưng hạnh phúc vì điều đó.

#### Shichimiya
Căn hộ tầng trên (nơi chị em Toka từng ở) vừa có người chuyển đến. Người chủ mới ấy là Shichimiya Satone, nữ sinh lớp 11 bị chunibyo vừa chuyển đến khu chung cư cặp đôi đang sống. Buổi tối sau khi đi thủy cung, Rikka gặp cô khi Shichimiya đang cố leo xuống qua ban công bằng dây thòng lọng. Từ đó, hai người như kẻ thù của nhau cho đến khi cô gặp Yūta.
Đột nhiên, Shichimiya xuất hiện ở trường Rikka (dù cô không phải học sinh của trường) và tuyên chiến với Rikka. Hai người đang "chiến đấu" với nhau thì Yūta đứng ra can. Shichimiya nhận ra cậu và Yūta phải dẫn cô trở về nhà vì cô không nhớ đường trong phố.

## Nhân vật
Togashi Yūta (富樫 勇太)
Lồng tiếng bởi: Fukuyama Jun
Yūta là nam chính của câu chuyện, là nam sinh năm nhất cao trung từng bị mắc "Trung Nhị Bệnh", cậu tin rằng bản thân là Dark Flame Master (ダークフレイムマスター Dāku Fureimu Masutā) và kết quả bị bạn bè xa lánh. Nghĩ về việc xấu hổ đó, cậu cố gắng chối bỏ quá khứ này, kể cả việc chọn một ngôi trường ở xa, tách biệt những người bạn học sơ trung của mình. Tuy nhiên, từ khi gặp Rikka, quá khứ của cậu lại quay trở lại. Cậu và Rikka cuối cùng trở nên gần gũi hơn và họ bắt đầu hẹn hò. Cậu và Shichimiya từng là bạn cùng lớp ở trường sơ trung và cô chính là người cho cậu cảm hứng trở thành "Dark Flame Master".
Takanashi Rikka (小鳥遊 六花)
Lồng tiếng bởi: Uchida Ma'aya
Rikka là nữ chính của câu chuyện, học chung lớp với Yūta, sống cùng chị gái ngay căn hộ phía trên căn của Yūta. Rikka mắc "Trung Nhị Bệnh", tự cho mình là một Tà Vương Chân Nhãn (邪王真眼 Jaō Shingan) và luôn mang theo một miếng vá y tế bên mắt phải của minh, băng bó khắp tay trái dù cô không hề bị thương. Mặc dù khá gắn bó với Yūta, cô ấy rất thận trọng với người lạ và luôn khiêu chiến ngay cả khi lần đầu gặp mặt. Vũ khí tưởng tượng của cô là một chiếc dù che nắng mà cô giữ như một thanh kiếm. Trong trận chiến tưởng tượng của mình, cô thường mặc một bộ váy màu đen. Ở trường, cô luôn mặc bộ tất đen dài đến đầu gối, kết hợp với giày chơi quần vợt đời mới có bánh xe bên trong. Cô đôi khi vụng về, thường vấp ngã và hay quên. Nguồn gốc căn bệnh của cô đến từ chính Yūta, khi cô thấy Yūta trong giai đoạn hoang tưởng của mình ở ban công phía trên căn hộ của Yūta. Cuối cùng họ trở nên gần gũi, phát triển tình cảm cho nhau và họ bắt đầu hẹn hò, nhưng "Trung Nhị Bệnh" của Rikka mới chính là cây cầu nối mối quan hệ của họ tiến triển.
Nibutani Shinka (丹生谷 森夏)
Lồng tiếng bởi: Akasaki Chinatsu
Nibutani là lớp trưởng và bạn học cùng lớp với Yūta, người luôn mỉm cười. Một trong những cô gái nổi tiếng nhất lớp do vẻ ngoài của cô ấy. Sự thật giống như Yūta, cô cũng là một thiếu niên từng bị chuunibyou, tự gọi mình là Mori Summer (モリサマー Mori Samā, chơi chữ cho tên chữ Hán của Nibutani là Shinka - 森夏 với chữ Sâm (森) có cách đọc khác là "mori" và chữ Hạ (夏) trong "mùa Hạ"), cô cũng chọn một trường cao trung khác với các bạn cùng lớp trước đây để trốn chạy khỏi quá khứ. Khi cô ấy biết được Dekomori là có bằng chứng cuối cùng của hội chứng của cô, Nibutani tham gia câu lạc bộ của Rikka để cô có thể thiêu hủy nó. Khi ra khỏi mắt mọi người, Nibutani mới tiết lộ bản chất thật của cô ấy, dễ nổi điên, nhất là khi đối phó với Dekomori. Trong khi Yuta ban đầu rất ngưỡng mộ hoặc thậm chí đã từng thích cô, sau khi nhìn thấy bản chất thật của cô, cậu vỡ mộng và thay vào đó trở thành bạn với Nibutani. Mặc dù luôn cãi nhau liên tục và đánh nhau với Dekomori, Nibutani cố gắng quan tâm đến cho cô và ngược lại.
Tsuyuri Kumin (五月七日 くみん)
Lồng tiếng bởi: Asakura Azumi
Kumin là một cô gái vô tư, trên một lớp với Yūta Rikka và Nibutani. Cô ấy thích ngủ và thường xuyên mang theo một cái gối (hoặc rất nhiều) dù ở đâu. Trong một trường hợp, cô thậm chí còn ngủ được trong một tấm futon đầy đủ trên sân trường. Đã từng học ở nhà trước khi học cao trung, cô ấy rất được che chở và bảo thủ, cho cô một phong cách thời trang cổ điển mà Issiki lại thấy hấp dẫn. "Câu lạc bộ ngủ" của riêng cô được tích hợp vào câu lạc bộ của Rikka vì thiếu thành viên. Vì tôn trọng Rikka và Dekomori, cô cố gắng hết sức để hiểu về hội chứng ảo tưởng của họ. Cô ấy có khuynh hướng nói chuyện khi ngủ. Cô ấy cũng rất thích mèo.
Dekomori Sanae (凸守 早苗)
Lồng tiếng bởi: Uesaka Sumire
Dekomori là học sinh năm ba sơ trung, cô có tóc vàng chẻ 2 bên rất dài, cô thường gây trở ngại hơn là giúp đỡ. Như Rikka, cô ấy bị Trung Nhị Bệnh rất nặng và thường tưởng tượng với Rikka. Tuy nhiên, không như Rikka, cô ấy là một học sinh luôn đứng đầu bảng trong lớp và đã hoàn thành toàn bộ chương trình giảng dạy toán học cao trung. Cô nắm giữ khá nhiều bản sao của cuốn sách thần chú là bằng chứng của chuỗi ngày hoang tưởng của Nibutani. Cô ấy thường gây mâu thuẫn với Nibutani, người mà cô không tin là Mori Summer thật. Cô thường kết thúc câu nói của mình bằng 'desu', cô nhấn mạnh nó để trông giống như từ 'death' (chết). Cô ấy biết rằng những ảo tưởng của mình không chỉ là ảo tưởng thôi. Cô ấy đến từ một gia đình rất giàu có và có thường cư xử bình thường quanh bạn cùng lớp. Sau đó cô ấy được lên trường cao trung nơi Yūta và các bạn đang học.
Isshiki Makoto (一色 誠)
Lồng tiếng bởi: Hoshi Sōichirō
Issiki là bạn học cùng lớp với Yūta, cậu ngồi phía sau cậu ta và thường đánh giá các cô gái khác trong lớp. Cậu tham gia Câu lạc bộ Nhạc nhẹ để cậu có thể dễ dàng ở với các cô gái và thu hút sự chú ý của họ bằng cách chơi cây guitar của mình, dù cậu chẳng biết chơi một tí nào cả. Vì cậu đánh giá các bạn nữ trong lớp nên cậu tự nguyện cạo đầu khi cuốn "Thăm dò ý kiến các bạn nữ" bị phát hiện. Trong anime, cậu thích Kumin.
Takanashi Tōka (小鳥遊 十花)
Lồng tiếng bởi: Sendai Eri
Tōka là người chị của Rikka, người luôn hỗ trợ cô bằng cách làm đầu bếp tại nhà hàng sang trọng. Cô thường phải chịu đựng hội chứng ảo tưởng của em gái mình, cô thường xuyên đánh em mình bằng cái môi múc canh. Cô rất giỏi nhào lộn và rất linh hoạt, mà cô ấy trước đây là một vận động viên thể dục nhịp điệu khi bản thân cô còn đang học cao trung. Rikka coi cô là một phù thủy cấp cao và cô cáo buộc Tōka ngăn chặn cô khi cô làm nhiệm vụ tìm kiếm "Chân trời hư vô". Cô cũng đôi khi chơi trò gia đình với Yumeha (em gái út của Yūta) nhưng theo một hướng tiêu cực là ly hôn.
Tsukumo Nanase (九十九 七瀬)
Lồng tiếng bởi: Inoue Kikuko
Togashi Kuzuha (富樫 夢葉)
Lồng tiếng bởi: Shitara Mami
Kuzuha là em gái lớn của Yūta. Cô luôn phải chăm lo và giải quyết những rắc rối mà Yūta (lúc còn mắc Trung Nhị Bệnh) gây ra. Kuzuha giỏi nấu ăn, nhất là mì Soba. Mùa 2, cô ở cùng Yūta và Rikka khi gia đình sống ở Jakarta để học xong chương trình Sơ trung và chăm sóc anh.
Togashi Yumeha (富樫 樟葉)
Lồng tiếng bởi: Fukuhara Kaori
Shichimiya Satone (七宮 智音)
Lồng tiếng bởi: Nagatsuma Juri
Cô là người bạn đồng hành của Yūta khi còn học Sơ trung, cũng mắc Trung Nhị Bệnh với biệt danh "Sophia". Cô cũng quen Nibutani. Mùa 2, cô sống ở căn hộ tầng trên nhà Yūta (là căn hộ trước đây của chị em Touka). Shichimiya thầm thương trộm nhớ Yūta nhưng sợ mất "sức mạnh" nên từ bỏ, quyết định không thay đổi. Là kì phùng địch thủ của Rikka, nhiều lúc khiến Rikka tức điên lên nhưng ủng hộ cô trong việc khôi phục "Hắc diễm long" của Yūta. Nay, cô phải đối mặc trước tình cảm mình dành cho Yūta.
Kannagi Kazari (巫部 風鈴)
Lồng tiếng bởi: Shirakawa Manami

## Phương tiện

### Light novel
| # | Ngày phát hành    | ISBN              |
| - | ----------------- | ----------------- |
| 1 | 1 tháng 6, 2011   | 978-4-9905812-0-6 |
| 2 | 28 tháng 12, 2011 | 978-4-9905812-2-0 |
| 3 | 14 tháng 3, 2014  | 978-4-907064-14-3 |
| 4 | 4 tháng 12, 2017  | 978-4-907064-76-1 |